# Przyłuski (gmina Sadkowice)
Przyłuski (dawn. Przyłuski Wiśniane) – wieś w Polsce, położona w województwie łódzkim, w powiecie rawskim, w gminie Sadkowice.
W latach 1975–1998 miejscowość należała administracyjnie do województwa skierniewickiego.